# Portada/article agost 1

## Castell japonès
Els castells japonesos (城, shiro) eren fortaleses compostes principalment de pedra i fusta. Aquestes evolucionaren de les construccions de fusta dels segles anteriors fins a les formes conegudes del segle xvi. De la mateixa forma que els castells europeus, els castells japonesos eren construïts per a vigilar llocs estratègics o importants com ports, rius, camins i quasi sempre tenien en compte les característiques del lloc per a la seva defensa.
A dia d'avui tan sols queden 15 castells que es mantinguin d'aquells temps, tot i que hom estima que en van arribar a existir prop de 500. Molts castells que van ser destruïts, com el d'Hiroshima (aquest per la bomba atòmica del 1958) han estat reconstruïts.